# أنتوني أرمسترونغ جونز
أنتوني أرمسترونغ جونز (بالإنجليزية: Anthony Armstrong Jones)‏ هو مغني وكاتب أغاني أمريكي، ولد في 2 يونيو 1949، وتوفي في 16 يونيو 1996.

## وصلات خارجية
- أنتوني أرمسترونغ جونز على موقع ميوزك برينز (الإنجليزية)